# راخونتای
راخونتای (به اسپانیایی: Rajuntay) یک کوه در پرو است که در منطقه خونین واقع شده‌است. راخونتای ۵٬۴۷۷ متر بالاتر از سطح دریا واقع شده‌است.